# Catarina Kruusval
Catarina Kruusval (ur. 1951) – szwedzka autorka i ilustratorka książek dla dzieci.
W Polsce nakładem Wydawnictwa Zakamarki ukazało się jej 10 książek autorskich, wszystkie w tłumaczeniu Katarzyny Skalskiej.

## Książki z serii o Eli
| L.p. | Tytuł polski         | Tytuł oryginalny     | Rok pierwszego wydania w Szwecji | Rok pierwszego wydania w Polsce |
| ---- | -------------------- | -------------------- | -------------------------------- | ------------------------------- |
| 1    | Piłka Eli            | Ellens boll          | 1994                             | 2008                            |
| 2    | Ubranka Eli          | Ellen                | 1994                             | 2008                            |
| 3    | Kwiaty od Eli        | Ellens blommor       | 1996                             | 2009                            |
| 4    | Ela na plaży         | Ellen på stranden    | 1996                             | 2009                            |
| 5    | Ela i Olek jedzą     | Ellen och Olle äte   | 2002                             | 2008                            |
| 6    | Ela i Olek bawią się | Ellen och Olle leker | 2002                             | 2008                            |
| 7    | Ela i Olek kąpią się | Ellen och Olle badar | 2005                             | 2008                            |
| 8    | Ela i Olek jeżdżą    | Ellen och Olle åker  | 2005                             | 2008                            |
| 9    | Jabłonka Eli         | Ellens äppelträd     | 2006                             | 2009                            |
| 10   | Wszystkie psy Eli    | Ellens alla hundar   | 2017                             | 2018                            |

Poza serią o Eli, Catarina Krussval jest autorką ilustracji do książek do uzupełniania:
| L.p. | Tytuł polski                         | Tytuł oryginalny    | Rok pierwszego wydania w Szwecji | Rok pierwszego wydania w Polsce |
| ---- | ------------------------------------ | ------------------- | -------------------------------- | ------------------------------- |
| 1    | Pierwsza książka o mnie. Dziewczynka | Första boken om mig | 2010                             | 2015                            |
| 2    | Pierwsza książka o mnie. Chłopiec    | Första boken om mig | 2010                             | 2015                            |